# Gankowa Strażnica

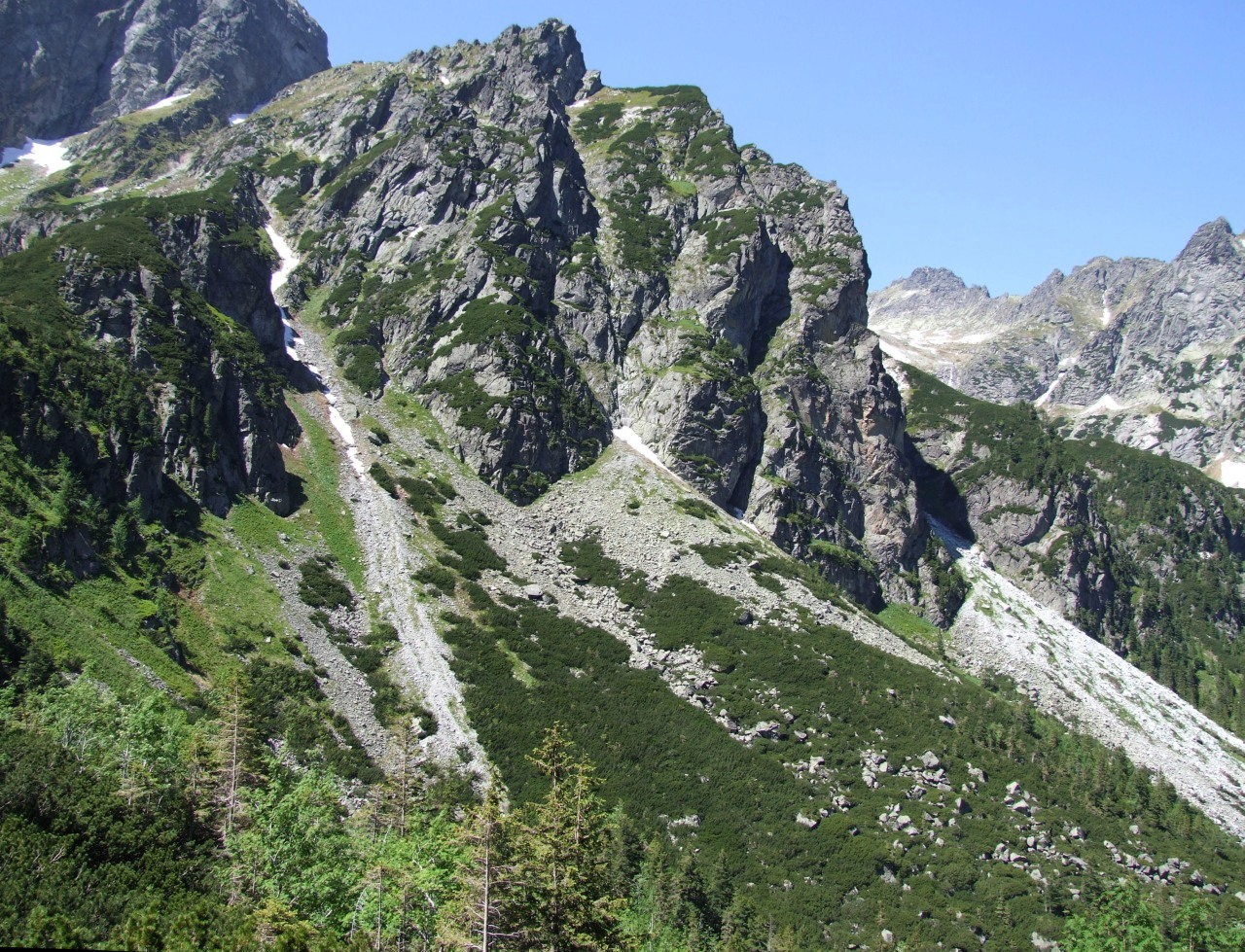

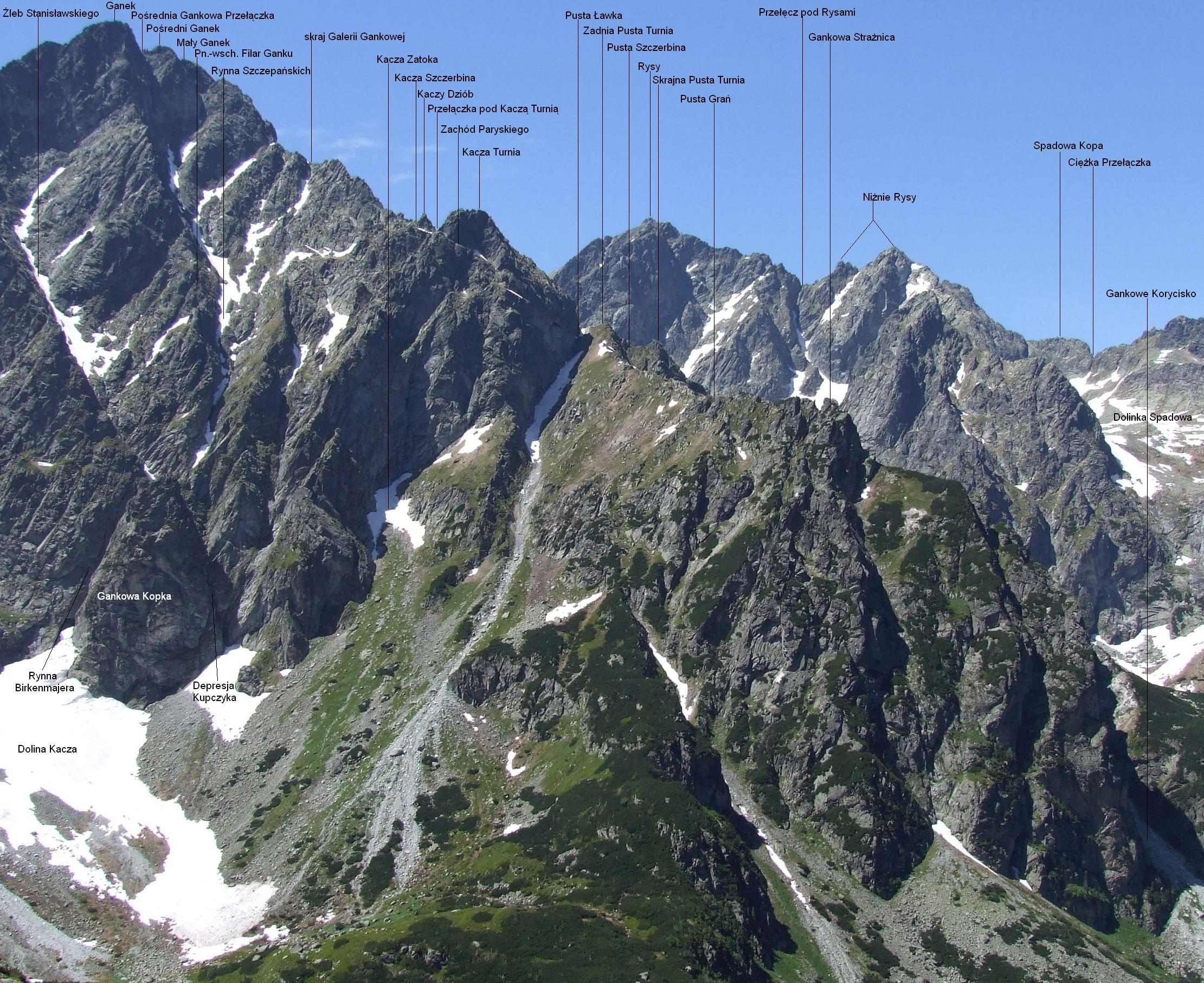

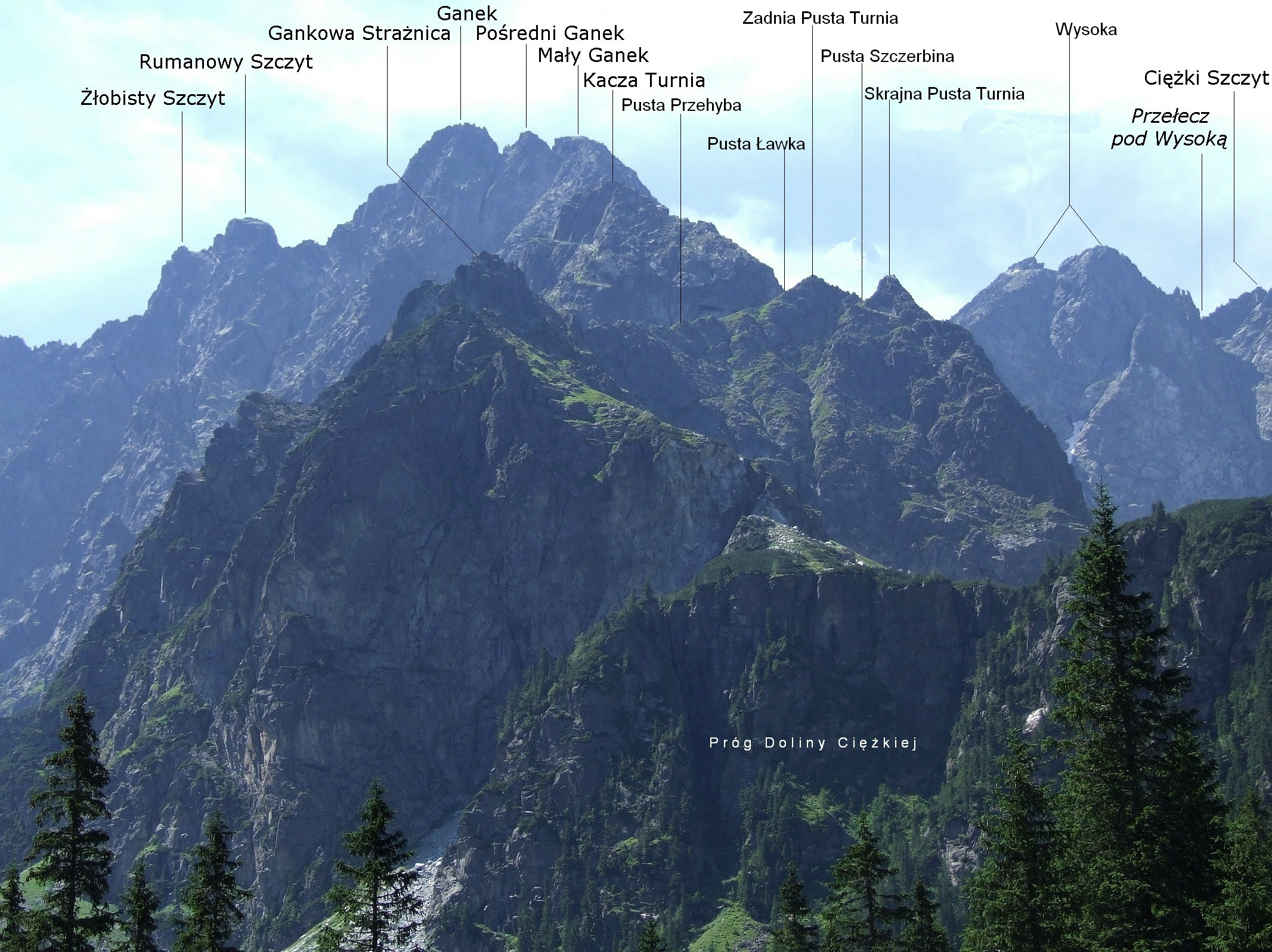

Gankowa Strażnica (słow. Pustá stráž, 1875 m) – wybitna turnia na północnym końcu Pustej Grani oddzielającej Dolinę Ciężką od Doliny Kaczej w słowackich Tatrach Wysokich. Z położoną wyżej Zadnią Pustą Turnią łączy ją długa wyrównana grań z kilkoma niskimi zębami i płytkimi wcięciami. Najgłębsze z nich to Pusta Przehyba znajdująca się kilkanaście metrów na południowy zachód od kulminacyjnego punktu Gankowej Strażnicy. Znajduje się 10 m poniżej pionowego uskoku Strażnicy Gankowej. Jest on dobrze widoczny z Doliny Ciężkiej. Od wschodniej strony jest trudny do dostrzeżenia, ale można go zidentyfikować, gdyż znajduje się zaraz po lewej stronie wielkiego żebra, które opada z najwyższego punktu Gankowej Strażnicy.
Jako pierwszy Gankową Strażnicę opisał Witold Henryk Paryski, który napisał, że wznosi się ona między dolną częścią Doliny Ciężkiej a dolną częścią Doliny Kaczej. Jest to określenie nieścisłe; turnia ta wznosi się bowiem nad Doliną Ciężką i głównym ciągiem Doliny Białej Wody. Do tej ostatniej obrywa się stromo podciętą przez lodowiec północną ścianą, od dołu podsypaną wielkim piarżyskiem o nazwie Gankowe Korycisko.
Gankowa Strażnica jest dobrze widoczna z trasy niebieskiego szlaku turystycznego przez Dolinę Białej Wody, szczególnie imponująco wygląda z Polany pod Wysoką. Taternicy zainteresowali się nią dość późno; pierwsze drogi wspinaczkowe poprowadzono tu dopiero w 1965 roku. Później stała się popularna, ale głównie zimą. Wybitny słowacki taternik Igor Koller pisał: ... w zimie jest tu eldorado tatrzańskiego wspinania w stromych trawach i trudnej skale. Obecnie popularność jej jest znikoma, zarówno latem jak zimą. Współczesnych taterników odstrasza długie podejście, konieczność przedzierania się przez dzikie lasy, wielkie głazy, żywe piarżyska, silnie obrośnięte skały i długotrwała wspinaczka (nawet kilkanaście godzin).

## Taternictwo
Gankowa Strażnica ma dwie wielkie ściany: północna opadająca do Gankowego Koryciska i wschodnia od strony Doliny Ciężkiej. Wschodnia jest wyższa, ale silnie porośnięta trawami. Ściana północna jest niższa, ale drogi wspinaczkowe są na niej dużo trudniejsze (najłatwiejsza to V+ w skali tatrzańskiej).
HistoriaJako pierwsi na Gankową Strażnicę weszli Jerzy Maślanka i przewodnik Józef Gąsienica Tomków 15 października 1907 r. Pierwszego zimowego wejścia dokonał natomiast Stanisław Groński 20 kwietnia 1935 r.
Ściana północnaMa ukośną podstawę. W jej skrajnie prawej części jest co jakiś czas odnawiający się obryw. Z lewej strony ściana ograniczona jest północno-wschodnim filarem. W górnej lewej części ściany jest kocioł Pająk (Pavúk) ze stromym dnem zarośniętym łopianami. Opada do niego pionowy komin z najwyższej części opisanego filara. W ścianie i filarze jest kilka dróg wspinaczkowych:
1. Prawym skrajem północnej ściany (Via Bat’a); VI+, A3, czas przejścia 10 godz.
2. Środkiem północnej ściany; VI+, A3, 16 godz.
3. Cesta cez Pavuka; V+, A1, 9 godz.
4. Prawą częścią północno-wschodniego filara, drogą polską; VI, A2, 10-15 godz.
5. Prawą częścią północno-wschodniego filara, drogą słowacką; V, A2, 9 godz.
6. Północno-wschodnim filarem; V, A3, 17 godz.[2]

Ściana wschodniaZ lewej strony ograniczona jest głębokim żlebem Pustej Przehyby, z prawej północno-wschodnim filarem. Są w niej dwa filary i dwie depresje między nimi. Lewa opada z porośniętego kosodrzewiną i prawie poziomego odcinka grani. Jej dolna część jest skalista, urwista i przecięta systemem rys i zacięć, część górna jest stroma, ale porośnięta trawami i kosodrzewiną. Prawa depresja jest węższa i miejscami ma postać załupy. Górą kończy się w trawiastym siodełku, na które bez trudności można wejść z Pustej Zatoki. Lewe ograniczenie tej depresji na całej je długości tworzy pionowa, miejscami przewieszona boczna ściana prawego filara.
1. Prawą depresją wschodniej ściany; V, 3 godz.
2. Prawym żebrem wschodniej ściany; IV, 3 godz.
3. Lewą boczną ścianą prawego filara; IV, 9 godz. 30 min (zimą)
4. Zacięciem wschodniej ściany (La Traviata); V, 5 godz.
5. Środkiem lewej depresji wschodniej ściany (Zimna predzáhradka); V, 4 godz.
6. Lewym żebrem północno-wschodniej ściany, drogą Szczecinian; V, 6 godz.
7. Ściśle ostrzem lewego żebra; miejsca VI, 2 godz.[2]